# Stosunki polsko-kazachskie

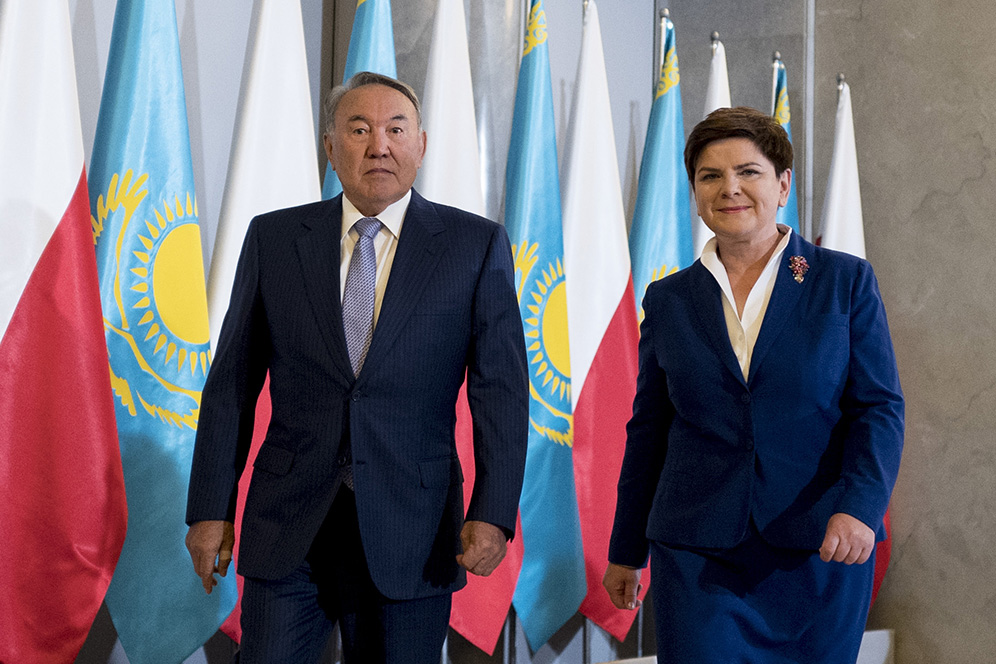
Prezydent Kazachstanu Nursułtan Nazarbajew i premier Beata Szydło podczas spotkania w Warszawie, 2016

Stosunki polsko-kazachskie - wzajemne relacje pomiędzy Polską a Kazachstanem. 
Stosunki dyplomatyczne między dwoma krajami zostały nawiązane w 1992 r.
Według danych za pierwsze półrocze 2024 roku wartość wymiany handlowej między oboma krajami osiągnęła wartość prawie 550 mln USD, przy czym wartość polskiego eksportu wyniosła 317 mln USD.
Polsko-kazachskie stosunki gospodarcze reguluje szereg umów bilateralnych, wśród nich:
- umowa  o współpracy gospodarczej
- umowa  o popieraniu i wzajemnej ochronie inwestycji
- konwencja  w sprawie unikania podwójnego opodatkowania
- umowa  o międzynarodowych przewozach drogowych
- umowa  o komunikacji lotniczej
- umowa  o współpracy i wzajemnej pomocy w sprawach celnych
- umowa o współpracy w dziedzinie turystyki
- umowa o współpracy pomiędzy Narodowym Bankiem Kazachstanu a Narodowym Bankiem Polskim